# 68000 Based (Kaneko)
Pour les articles homonymes, voir 68000 Based.
Le 68000 Based est un système de jeu d'arcade destiné aux salles d'arcade, créé par la société japonaise Kaneko.

## Description
Le 68000 Based a été commercialisé en 1991.
Comme son nom l'indique, ce système utilise le X68000 de Sharp comme base et le Motorola 68000 comme processeur central. Le son utilise trois jeux de processeurs et puces différents suivant les jeux. C'est soit deux puces OKI 6295, soit un Zilog Z80 en tant que processeur audio additionné à une puce Yamaha YM2151, soit puces deux General Instrument AY-3-8910A additionné à une puce OKI 6295.
Ce petit système, de la petite société Kaneko va quand même connaître des jeux célèbres comme 1000 Miglia: Great 1000 Miles Rally, B.C. Kid, ou   Explosive Breaker.

## Spécifications techniques

### Processeur
- Motorola 68000 cadencé à 12MHz ou à 16MHz

### Audio
- Soit
  - 2 puces OKI 6295 cadencé à 2MHz
- ou
  - 1 processeur Zilog Z80 cadencé à 4MHz
  - 1 puce Yamaha YM2151 cadencé à 4MHz
- ou
  - 2 puces General Instrument AY-3-8910 cadencé à 1MHz
  - 1 puce OKI 6295 cadencé à 2MHz

### Affichage
Résolution :
- 320 x 240
- 224 x 256

## Liste des jeux
| Titre                                              | Développeur | Editeur | Système     | Genre | Date |
| -------------------------------------------------- | ----------- | ------- | ----------- | ----- | ---- |
| 1000 Miglia: Great 1000 Miles Rally                | Kaneko      | Kaneko  | 68000 Based |       | 1994 |
| B.C. Kid / Bonk's Adventure / Kyukyoku!! PC Genjin | Kaneko      | Kaneko  | 68000 Based |       | 1994 |
| B.Rap Boys                                         | Kaneko      | Kaneko  | 68000 Based |       | 1992 |
| Blaze On                                           | Atlus       | Kaneko  | 68000 Based |       | 1992 |
| Blood Warrior                                      | Kaneko      | Kaneko  | 68000 Based |       | 1994 |
| Explosive Breaker                                  | Kaneko      | Kaneko  | 68000 Based |       | 1992 |
| Magical Crystals                                   | Kaneko      | Kaneko  | 68000 Based |       | 1991 |
| Mille Miglia 2: Great 1000 Miles Rally             | Kaneko      | Kaneko  | 68000 Based |       | 1995 |
| Shogun Warriors                                    | Kaneko      | Kaneko  | 68000 Based |       | 1992 |
| The Berlin Wall                                    | Kaneko      | Kaneko  | 68000 Based |       | 1991 |